# Um Santo Vizinho
St. Vincent (bra/prt: Um Santo Vizinho) é um filme escrito e dirigido por Theodore Melfi e protagonizado por Bill Murray, Jaeden Lieberher, Melissa McCarthy e Naomi Watts. O filme estreou-se no Festival Internacional de Cinema em Toronto 2014, onde ganhou o segundo lugar como "Melhor Filme". Estreou limitadamente em 10 de outubro de 2014 e mundialmente em 24 de outubro desse mesmo ano. Curiosamente, nesse mesmo dia estreou-se em Netflix na França. No Brasil, foi lançado nos cinemas pela Paris Filmes em 19 de fevereiro de 2015.

## Sinopse
Vincent MacKenna (Bill Murray) é um aposentado bêbado, mal-humorado, falido e mal-educado que aceita cuidar de Oliver (Jaeden Lieberher), o filho de 10 anos de sua nova vizinha (Melissa McCarthy), para cobrar algo de dinheiro. Mas, quando entre Vincent e Oliver surge uma amizade, o menino descobrirá que seu vizinho não é realmente como todos lhe vêem: trata-se de um homem incomprendido, mas com bom coração, que alivia sua solidão junto a uma prostituta grávida (Naomi Watts) e nas corridas de cavalos.[carece de fontes?]

## Elenco
| Ator             | Personagem         |
| ---------------- | ------------------ |
| Bill Murray      | Vincent MacKenna   |
| Jaeden Martell   | Oliver Bronstein   |
| Melissa McCarthy | Maggie Bronstein   |
| Naomi Watts      | Daka Paramova      |
| Chris Ou'Dowd    | Professor Geraghty |
| Kimberly Quinn   | Ana                |
| Donna Mitchell   | Sandy              |
| Terrence Howard  | Zucko              |
| Dario Barosso    | Robert Ocinski     |
| Ray Iannicelli   | Roger              |
| Scott Adsit      | David              |

## Produção
O roteiro foi escrito em 2011 por Melfi, e se cogitou de que Jack Nicholson poderia protagonizar o filme. Mas, Bill Murray assinou seu contrato em julho de 2012. Em 11 de março de 2013, ofereceu-se-lhe a Melissa McCarthy o papel de Maggie e uniu-se ao elenco. Em 22 de março Chris Ou'Dowd uniu-se ao elenco e Naomi Watts uniu-se ao elenco junto um mês mais tarde. Em 19 de julho, Scott Adsit uniu-se ao elenco como David.

### Filmagem
A filmagem começou na primeira semana de julho de 2013, com cenas filmadas no bairro nova-iorquino do Brooklyn.

### Música
O 26 de dezembro de 2013, Theodore Shapiro foi contratado para realizar a trilha sonora, e em 27 de outubro de 2014 foi lançado o álbum.

## Estreia
O filme estreou em 24 de outubro de 2014.

## Recepção
O público pesquisado pelo CinemaScore deu ao filme uma nota média de "A-" em uma escala de A+ a F.
No consenso do agregador de críticas Rotten Tomatoes diz: "oferece o prazer considerável de ver Bill Murray de volta em forma engraçada, mas deriva em território perigosamente sentimental ao longo do caminho." Na pontuação onde a equipe do site categoriza as opiniões da grande mídia e da mídia independente apenas como positivas ou negativas, o filme tem um índice de aprovação de 78% calculado com base em 196 comentários dos críticos. Por comparação, com as mesmas opiniões sendo calculadas usando uma média aritmética ponderada, a nota alcançada é 6,8/10.
Em outro agregador, o Metacritic, que calcula as notas das opiniões usando somente uma média aritmética ponderada de determinados veículos de comunicação em maior parte da grande mídia, tem uma pontuação de 64/100, alcançada com base em 40 avaliações da imprensa anexadas no site, com a indicação de "revisões geralmente favoráveis".
Richard Roeper deu-lhe ao filme um A, dizendo que a atuação de Murray "poderia lhe dar um "Globo de Ouro".